# Skansberget i Björnlunda
Skansberget i Björnlunda är en fornborg som ligger i Gnesta kommun i Södermanlands län.
I närheten av Skansberget ligger områden med gravrösen. Under järnåldern var fornborgen och gravrösena åtskilda av vatten. Fornborgen var strategiskt placerat på en upphöjd plats varifrån närområdet med vattenvägarna in mot den sörmländska bygden bevakats.